# (16544) Hochlehnert
(16544) Hochlehnert (1991 RA3) – planetoida z pasa głównego asteroid okrążająca Słońce w ciągu 4,83 lat w średniej odległości 2,86 j.a. Odkryta 9 września 1991 roku.